# Sonam Czopel
Sonam Czopel, także Sonam Rapten (tyb. བསོད་ནམས་, wylie: bsod-nams; ur. 1595 zm. 1657 lub 5 kwietnia 1658) – tybetański mnich i polityk, bliski współpracownik czwartego dalajlamy Jontena Gjaco, następnie czangdzo (sekretarz) Ngałanga Lobsanga Gjaco, piątego dalajlamy.
Pełnił funkcję skarbnika (tyb. zhal ngo) klasztoru Drepung. Odegrał ważną rolę w procesie zjednoczenia Tybetu. Po wstąpieniu swego przełożonego na tron (1642) objął urząd wicekróla (desi), który został wkrótce powiązany z przewodniczeniem pracy rządu (Ganden Podrang). Był nim do śmierci, wywierając decydujący wpływ na politykę państwa.